# Eolo Rebua
Eolo Rebua (Portolongone, 24 novembre 1878 – Firenze, 20 marzo 1959) è stato un prefetto e politico italiano.
Entrato nell'amministrazione dell'interno nel 1903 è stato prefetto e presidente della Camera di Commercio a Parma, Alessandria e Trieste. Senatore dal 1939, decaduto dalla carica con sentenza dell'Alta Corte di Giustizia per le Sanzioni contro il Fascismo del 6 giugno 1945.